# Хьелланн, Александр
Александр Ланге Хьелланн (Кьелланд) (норв. Alexander Lange Kielland; 18 февраля 1849 — 6 апреля 1906) — норвежский писатель и драматург.

## Биография

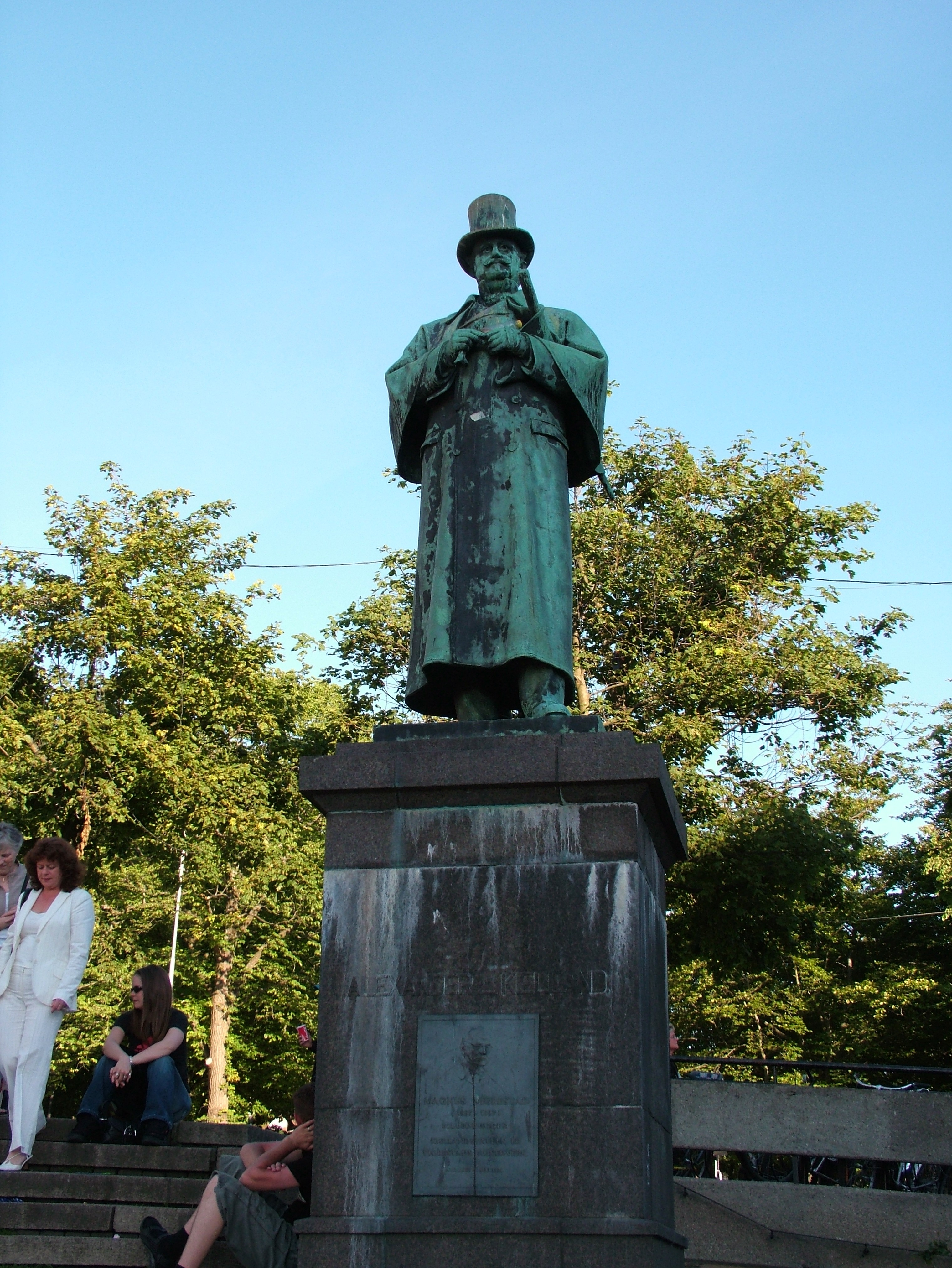
Памятник Александру Хьелланну

Александр Хьелланн родился 18 февраля 1849 года в городе Ставангер. Правнук моряка и судовладельца Габриэля Шанче Хьелланна (Gabriel Schanche Kielland, 1760—1821).
В 1871 году Александр получил юридическое образование в Осло. В 1889—1890 гг. работал журналистом в газете «Stavanger Avis». В 1891 г. избран мэром родного Ставангера. Пребывал на этом посту вплоть до 1902 года, когда был назначен губернатором Мёре-ог-Ромсдала.
Александр Хьелланн — талантливый представитель реалистического направления в литературе, изображавший вредное влияние иноземной культуры на его родину. Один из представителей норвежской «великой четверки» (наряду с Ибсеном, Ли и Бьернсоном). Его «Noveletter» (несколько сборников, Копенгаген, 1879, 1880 и 1882) и романы (там же, с 1880 по 1891): «Гарман и Ворше» («Garman og Worse»), «Народный праздник» («Arbejds folk»), «Эльсе» («Else»), исторический роман «Шкипер Ворше» («Skipper Worse», 1882), «Яд» (русский перевод в «Русской Мысли», 1892), «Фортуна» («Fortuna»), «Sne», «Праздник Святого Иоанна» («St. Hans Fest»), «Jacob», «Mennesker og Dyr» получили широкое распространение и переведены на иностранные языки. Роман «Дар» (1883) — сатира на классические гимназии. Позже Хьелланн писал и драмы: «Tre par», «Bettys Formynder» и др.
Последним произведением Хьелланна стало историко-публицистическое исследование «Вокруг Наполеона» (Omkring Napoleon, 1905), материал для которого Хьелланн собирал в течение нескольких лет. 
Умер Александр Ланге Хьелланн 6 апреля 1906 года в городе Берген.
Его внук Аксель Хьелланн — драматург.

## Публикации
- Хьелланн А. Избранные произведения. — М.: ГИХЛ, 1958. — 780 с.;
- Шкипер Ворзе (Skipper Worse). Перевод П. О. Морозова // журнал «Изящная Литература», № 7-8, 1883;
- Яд (Gift). Перевод П. З. Крылова // журнал «Изящная литература», № 12, 1883;